# Ik ga bouwen & renoveren
Ik ga bouwen & renoveren was een Vlaams maandblad dat uitgegeven werd door Sanoma Media in België.
Het zusterblad in Wallonië heette Je vais construire & rénover.
Het blad bracht een mix van bouw- en renovatienieuws. Eind 2021 werd de uitgave van het blad stopgezet.
Lijst van tijdschriften in België